# LINK (ラジオ番組)
『LINK』は、エフエム愛媛で平日13:30（金曜のみ13:40）-14:50に、エミフルMASAKI（松前町のショッピングセンター）にあるサテライトスタジオ「エミスタ FM愛媛・エミフルMASAKIスタジオ」から公開生放送していた音楽・情報番組である。
番組のコンセプトは、「あなたの気持ちとつながる情報系音楽番組」で、エミフルMASAKIのテナントの最新情報や、リスナーからテーマを寄せてもらい、それに沿った楽曲を放送を通して紹介する「LINK’s CHOICE」、また番組のパーソナリティーからテーマを募集し、それに沿った投稿を募集する「日替わり投稿コーナー」などがある。
2019年3月29日に終了。後継番組は「Groovy Radio Caravan」。

## パーソナリティ

### 放送終了時のパーソナリティ
- 梅田剛志　（月・火担当）
- 塩出怜　（水・木・金担当）

### 過去のパーソナリティ
- 西山香子（フリーアナウンサー）(木・金曜 2015年11月 - 不明)
- 窪田ゆうこ（フリーアナウンサー）(木・金曜 番組開始 - 2015年10月 産休のため降板)
- ヒカル(月-水曜→月-金曜)（ローカルタレント。地元のインディーズロックバンド「Aqubee」[1]ボーカリスト）